# Postamt (Braunfels)

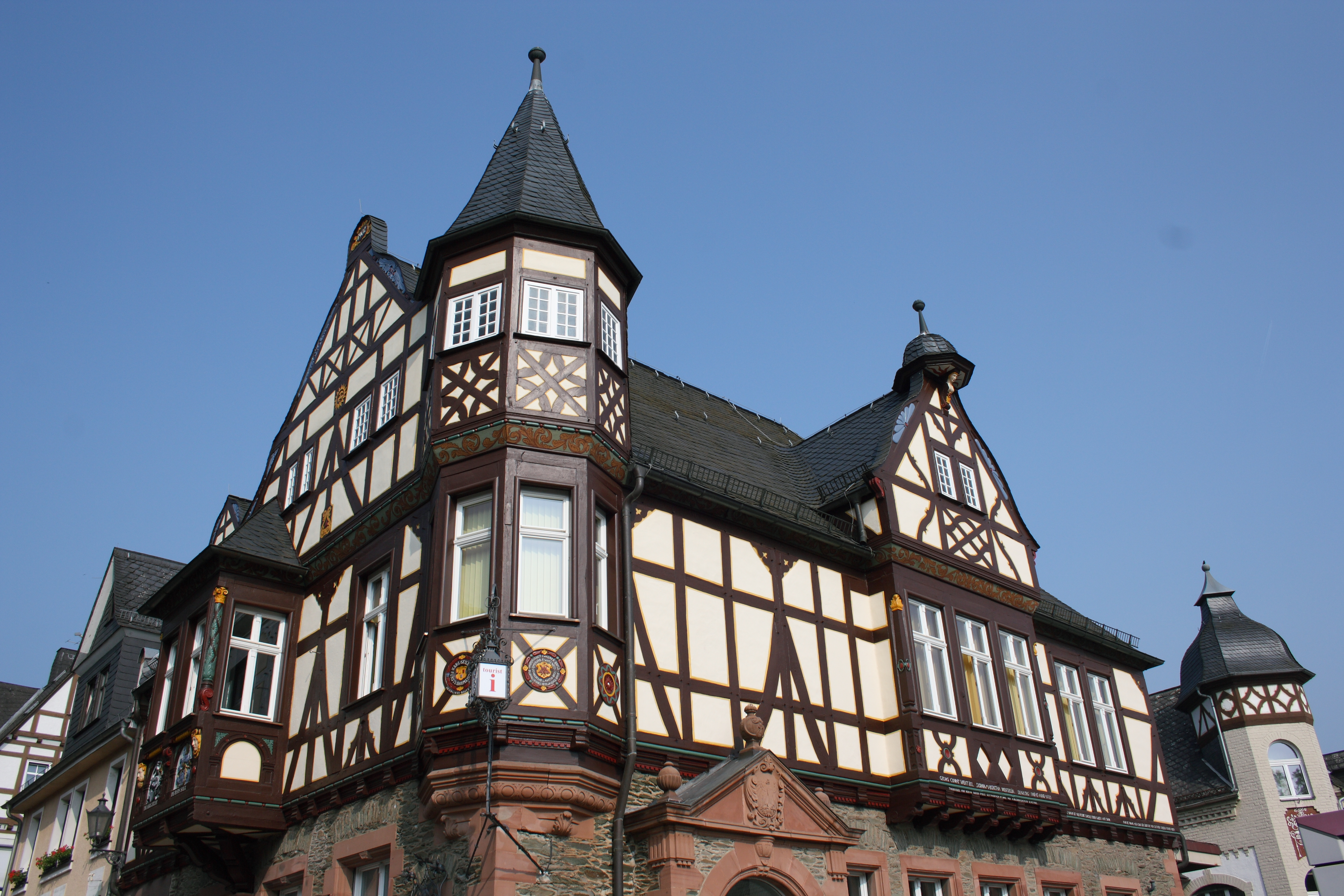
Postamt in Braunfels

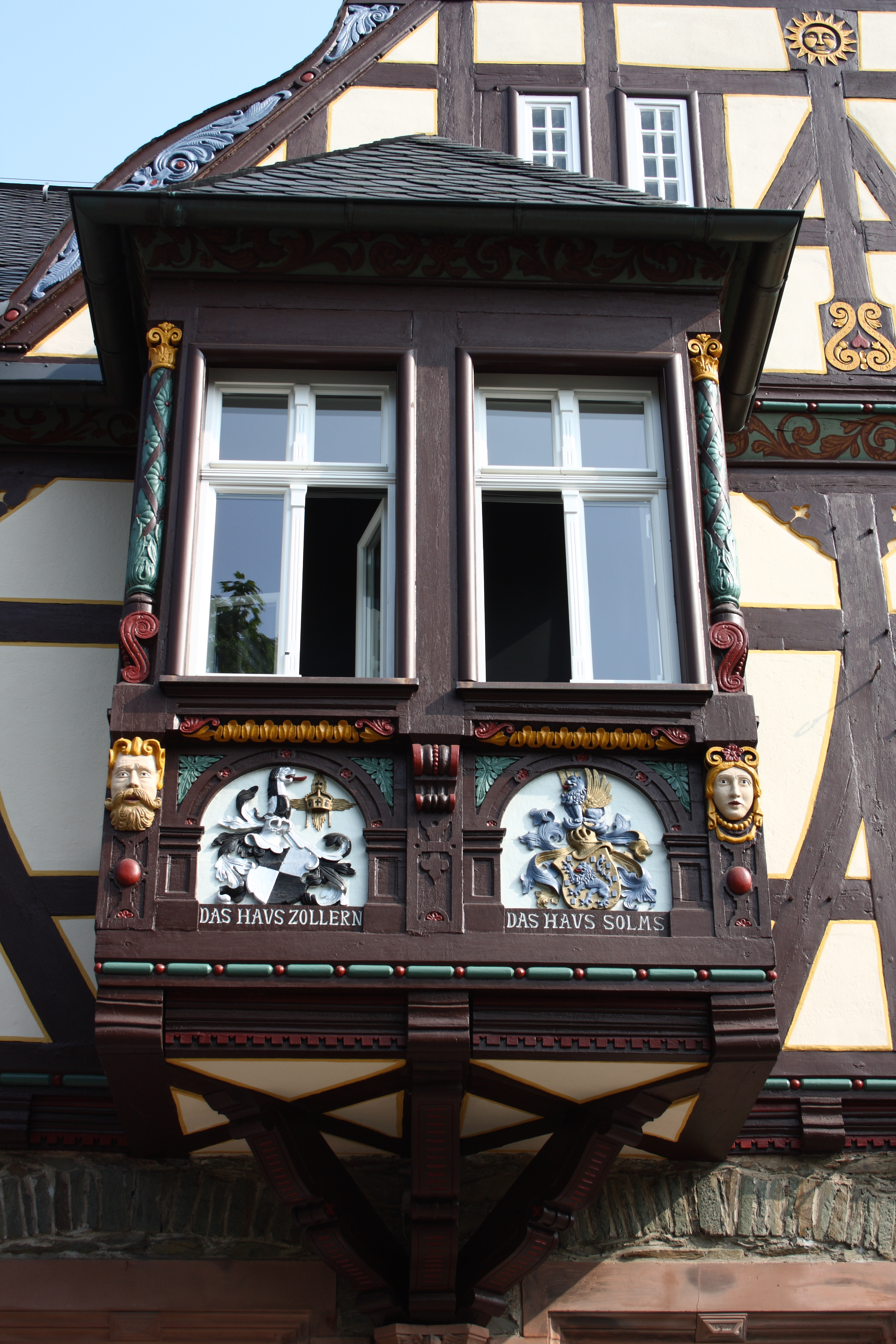
Fenstererker mit Wappen

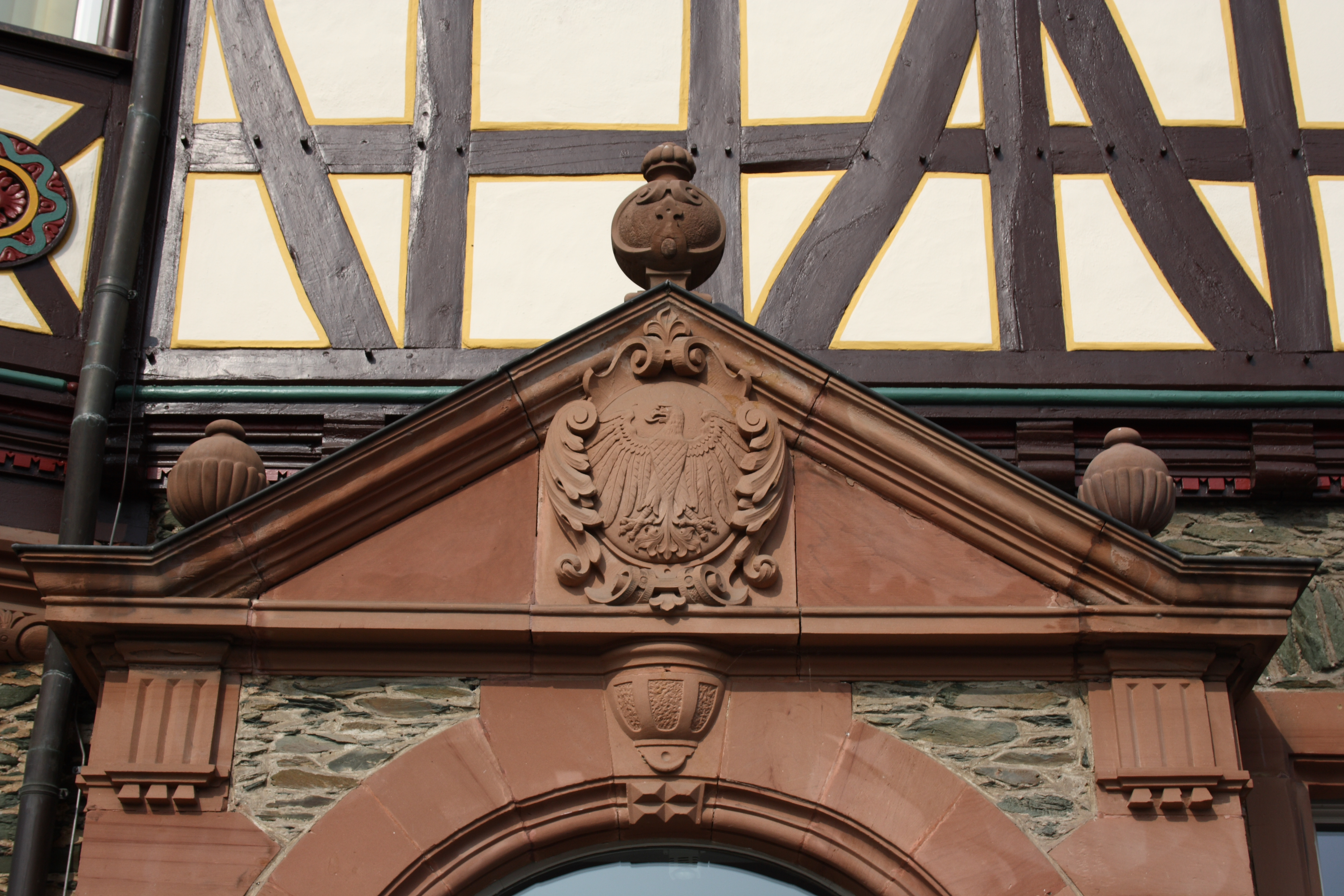
Portal zum Postamt mit dem Reichsadler

Das ehemalige Postamt Braunfels in Braunfels, einer Stadt im Lahn-Dill-Kreis in Hessen, wurde 1901/02 auf dem Grundstück Am Kurpark 11 errichtet. Das Postamt ist ein geschütztes Baudenkmal.

## Beschreibung
Das repräsentative Gebäude wurde nach Plänen von Carl Seiler durch die fürstliche Verwaltung errichtet. Es wurde an den preußischen Staat vermietet.
Über einem massiven Erdgeschoss steht ein aufwändiges Fachwerkobergeschoss. Es ist mit Giebeln, Erkern und Gauben versehen. Die Motive aus der Renaissance und dem Barock wurden mit regionaltypischen Elementen gemischt. Über dem Portal des Eingangs zum Postamt ist ein Schmuckgiebel angebracht, in dessen Giebelfeld der Reichsadler thront. Unter den Doppelfenstern eines reich geschmückten Erkers sind die Wappen des fürstlichen Hauses von Solms-Braunfels und des Hauses Zollern zu sehen.